# ハイデラバード州立中央図書館
ハイデラバード州立中央図書館（英語: State Central Library Hyderabad）は、インドのアーンドラ・プラデーシュ州ハイデラバードにある図書館。
ニザーム藩王家の支援により1891年に設立されたため、以前はアーサフィーヤ図書館 (Asafia Library) と呼ばれていた。
図書館の拡張と読者の増加により、1936年に図書館はムーシー川北岸の現在の場所に移された。
図書館は、肉筆古文献と、印刷本の両方を蔵している。肉筆古文献は、非常に珍しいものが多く、計り知れない価値を有している。それら文献の幾つかは、5－6世紀頃の大変古い時代のもので、当時の様子を窺い知る極めて重要な資料である。
今日、ハイデラバード州立中央図書館は、肉筆古文献を蔵するインドの図書館の中でも最高峰とされている。